# 클라운 (영화)
《클라운》(Clown)은 캐나다에서 제작된 존 왓츠 감독의 2014년 드라마, 공포 영화이다. 로라 알렌 등이 주연으로 출연하였고 일라이 로스 등이 제작에 참여하였다. 이 영화는 2014년 11월 13일 이탈리아에서 개봉되었으며 2015년 3월 2일 영국에서 개봉되었고 미국에서는 디멘션 필름스에 의해 2016년 6월 17일 개봉되었다.

## 출연

### 주연
- 로라 알렌
- 앤디 파워스
- 피터 스토메어
- 일라이 로스

### 조연
- 크리스티안 디스테파노
- 척 샤마타
- 엘리자베스 위트메어
- 빅터 콘풋
- 루카스 켈리
- 에밀리 벌리
- 매튜 스테피욱